# Conca de Qaidam
La conca de Qaidam, també transcrita com Tsaidam (mongol: Цайдам, ‘marjal salada’ o ‘vall ampla’; xinès tradicional: 柴達木盆地, xinès simplificat: 柴达木盆地, pinyin: Cháidámù Péndì), és una regió desèrtica del nord de l'altiplà tibetà, una àmplia conca o depressió hiperàrida. Administrativament, ocupa una gran part de la Prefectura autònoma mongola i tibetana d'Haixi, a la província de Qinghai, a l'oest de la Xina. La conca abraça una àrea de 120.000 km², una quarta part coberta per llacs salins.
La regió pertanyia a l'antiga província tradicional tibetana de l'Amdo. El seu nom probablement prové de tsa'i dam, que significa en mongol i en tibetà, 'marjal salada'.

## Geografia

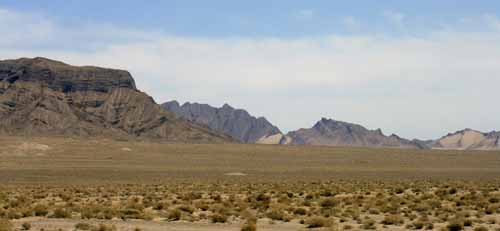
Típic paisatge d'estepa desèrtica a l'extrem nord de la conca de Qaidam

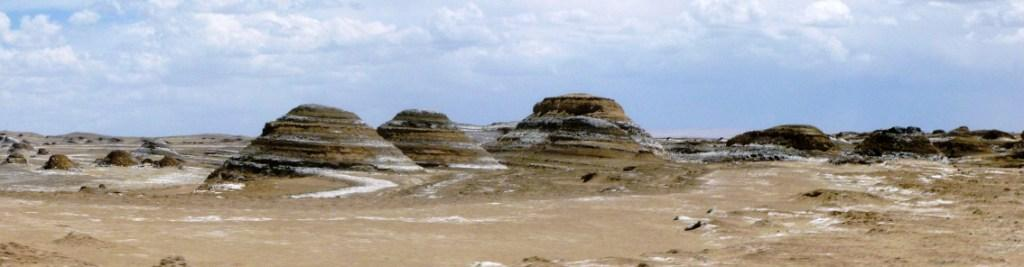
Iardangs al desert de Qaidam

La conca de Qaidam forma una espècie de plataforma al costat nord-est de l'altiplà tibetà (altiplà Qinghai-Tibet). L'altiplà tibetà és almenys a 4.250 m sobre el nivell del mar; Qaidam es troba a una altitud entre 2.600 m i 3.300 m; i Gansu, al nord, de 900 a 1.200 m. Una divisòria d'aigües de baixa altitud separa la conca de Qaidam de la conca del llac Qinghai, localitzada a l'est.
Orogràficament, la conca de Qaidam és una de les àrees relativament baixes de la part nord-est de l'altiplà tibetà. Qaidam és una conca intermontana, és a dir, que està envoltada per tots els costats de muntanyes, algunes de les quals arriben als 6.000 m: al sud, la serralada Kunlun la separa de la secció central de l'altiplà tibetà, més alta; al nord, una sèrie de petites crestes (Shulenanshan, etc.) separen la conca d'un altre altiplà més alt, més coneguda pels seus penya-segats septentrionals, les muntanyes Qilian Shan; al nord-oest, les muntanyes Altun i les Nan Shan separen la conca de Qaidam del desert de Kumtag, situat al sud-est de Xinjiang; i a l'est, s'estén fins a la rodalia del llac Koku Nor. D'est a oest, fa 850 km i, de nord a sud, 300 km.
Al voltant d'uns 35.000 km², gairebé un terç de la conca, és un desert, que és conegut en xinés com Chaidamu Pendi Shamo (柴达木盆地沙漠), és a dir, desert de la conca de Qaidam. El llac més gran de la conca Qaidam és el Dabsan Hu, al nord de la ciutat de Golmud. La quantia de sal dels llacs de la conca Qaidam és tal que es forma una crosta gruixuda sobre la superfície, de manera que els llacs no es veuen. La sal dels llacs, especialment al nord de la ciutat de Golmud, s'explota a gran escala.
Les principals ciutats en són: Golmud (205.700 hab.), Delingha (100.000 hab.) i Da Qaidam.

## Clima
A causa de l'altitud i la gran distància del mar, la conca Qaidam té un clima continental. Els hiverns són llargs i molt freds i les tempestes de sorra són nombroses a la primavera. Les cadenes muntanyenques impedeixen l'arribada de pluges, i certes parts de la conca es troben entre les regions més seques de la Xina. La temperatura mitjana a Golmud és de 4,9 °C i la precipitació anual és de 40 mm.

## Història
Una secció alternativa de la branca sud de la ruta de la Seda travessa la conca Qaidam. Recents excavacions arqueològiques suggereixen que aquesta via, amb més de 1.500 anys d'història, hauria estat més pròspera que la seguida pel corredor d'Hexi.

## Població
El desenvolupament d'activitats, principalment relacionades amb els recursos minerals de la regió, provocà un augment significatiu de la població, que va passar de 10.000 habitants a 270.000 entre 1946 i 1986.
Els pobles nòmades que viuen a la conca estan composts per tibetans i mongols. A les regions més desolades, de clima particularment àrid, només els nòmades mongols hi són, perquè els seus animals (camells, cavalls, ovelles) suporten bé les difícils condicions, en contrast amb els iacs i ovelles dels nòmades tibetans.
El 1999, el Banc Mundial havia proposat un projecte per traslladar prop de 60.000 camperols xinesos al voltant de l'oasi de Xiangride (districte Dulan), projecte que fou abandonat perquè tenia «el risc de destruir la cultura budista pròpia d'aquesta part occidental de la Xina».· Els tibetans creuen que la Xina vol resoldre els seus problemes d'energia a costa dels recursos de petroli i gas del Tibet, accelerant el trasllat de colons xinesos en detriment del fràgil ecosistema i del patrimoni cultural del Tibet.

## Economia: minerals i mineria

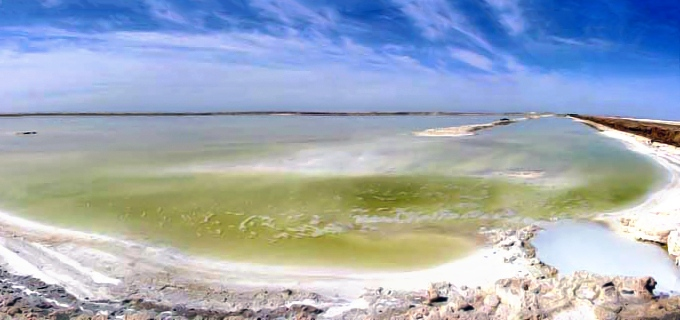
Gran llac salat a la conca de Qaidam

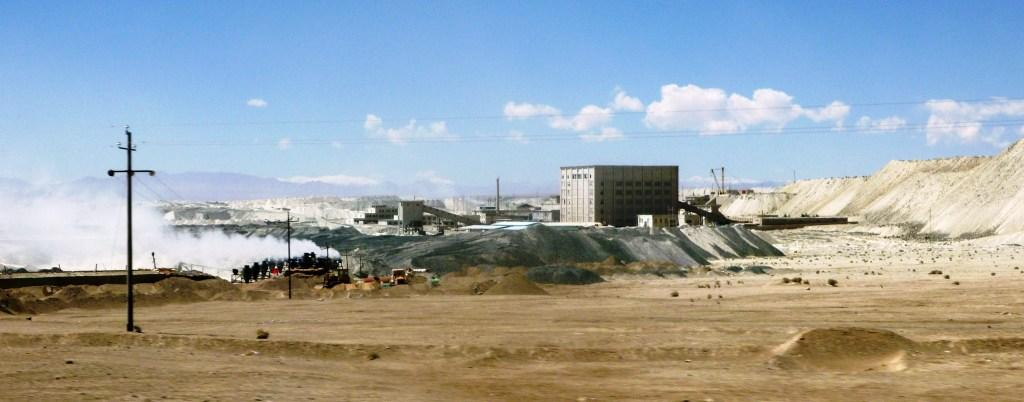
Mina al desert de Qaidam

A causa dels seus abundants recursos minerals, la conca de Qaidam es coneix com la «conca dels tresors». Entre els seus molts recursos minerals, destaquen especialment el petroli, gas natural, carbó, clorur de sodi, potassi, magnesi, plom, zinc i or, així com grans reserves d'asbest, bòrax i algeps.
Qaidam té les majors reserves de liti, magnesi, potassi i sodi de tota la Xina. El llac Qarhan té seixanta mil milions de tones de sal. Van ser-hi descoberts 22 camps de petroli, amb unes reserves de 225 milions de tones, i sis camps de gas, amb un contingut de 150 milions de metres cúbics.

## Instal·lacions militars
Es pensa que diverses bases de míssils nuclears estratègics DF-4 s'haurien pogut instal·lar des de l'any 1980 prop de Delingha i de Da Qaidam.